# Ямс
Ямсът е общоприетото име за някои видове растения от род Dioscorea (семейство Dioscoreaceae), които образуват ядливи грудки (някои други видове от рода са токсични).
Игнамът/ямсът е многогодишна тревиста лоза, произхождаща от Африка, Азия и Америка и култивирана за консумация на съдържащите скорбяла грудки в много умерени и тропически региони. Самите грудки, наричани още „ямс“, се предлагат в различни форми благодарение на множество сортове и сродни видове.